# لواء المشاة إس إس الأول
لواء المشاة إس إس الأول وحدة تابعة لفافن إس إس الألمانية التي تم تشكيلها من حراس معسكرات الاعتقال السابق للخدمة في الاتحاد السوفيتي خلف خط المواجهة الرئيسي خلال الحرب العالمية الثانية. قام بالحرب الأمنية النازية خلف خطوط القوات الألمانية المتقدمة وشاركوا في المحرقة. كما ملات الوحدة الفجوات في الخط الأمامي عند استدعائها في حالات الطوارئ. في عام 1944، تم استخدام اللواء ككادر لتشكيل فرقة إس إس هورست فيسيل.

## غزو الاتحاد السوفيتي
تشكل لواء المشاة إس إس الأول الالي من حراس معسكرات الاعتقال، في 21 نيسان 1941، من رجال توتنكوبف-إس إس (حراس معسكرات الاعتقال).
عندما غزت ألمانيا الاتحاد السوفيتي ( عملية بارباروسا ) في يونيو 1941، تمركز اللواء في كراكوف، بولندا في انتظار استكماله بالكامل من الرجال والعتاد. في 23 يوليو، انتقلت الوحدة شرقًا إلى الأراضي المحتلة وبين يوليو وأغسطس 1941، حيث تم تطهير وحدات الجيش الأحمر المشتتة في الجزء الخلفي من مجموعة الجيوش الجنوبية. في 9 أغسطس، كان اللواء شمال جيتومير وطُلب منه تغطية الجناح الشمالي للجيش السادس في مستنقعات بينسك. بعد ذلك تم تشغيل اللواء خلف فيلق جيش السابع عشر وفي 23 أغسطس، عبر نهر الدنيبر.

## 1944
تم حل اللواء مشاة في 24 يناير 1944 عندما تم استخدامه لتشكيل فرقة إس إس هورست فيسيل. 

## اصابات
بين التشكيل في 1941 ويناير 1944، أبلغ اللواء عن الخسائر التالية، من عدد افراد من من 6271 ضابطًا زجندي:
- قتل 20 ضابطًا و 306 ضابط صف ورتب أخرى
- أصيب 38 ضابطًا و805 ضابط صف ورتب أخرى
- 4 ضباط مفقودين و 119 ضابط صف ورتب أخرى [3]

## القادة
- بريغيجاديه فوهرر كارل Demelhuber ، (24 أبريل 1941 - 25 حزيران 1941)
- أوبيرفيرر ريتشارد هيرمان، (25 يونيو 1941 - 27 ديسمبر 1941)
- بريغيجاديه فوهرر فيلهلم هارنشتاين (27 ديسمبر 1941 - نوفمبر 1942)
- أوبر غروبن فوهرر إريك باش (ديسمبر 1942)
- بريغيجاديه فوهرر فيلهلم هارنشتاين (ديسمبر 1942 - مايو 1943)
- بريجديفهر كارل هيرمان (31 يوليو 1943 - أكتوبر 1943)
- شتورمانفهرر Wilhelm Trabandt (18 أكتوبر 1943 - 24 يناير 1944)

## الحواشي
1. ↑  هاينس هير, War of Extermination, p.136
2. ↑  Grcar, Miha. "1. SS-Infanterie-Brigade (mot)". مؤرشف من الأصل في 2018-12-26. اطلع عليه بتاريخ 2009-02-16.
3. ↑  Munoz Forgotten Legions